# Prozessvalidierung
Prozessvalidierung ist ein Teilbereich der Validierung in der Pharmazie und bezeichnet die Sammlung und Auswertung von Daten, vom Prozessentwurfsstudium bis zur kommerziellen Produktion.
Durch sie wird Sicherheit darüber gewonnen, ob der analysierte Prozess kontinuierlich Qualitätsprodukte herstellen kann. Diese Kontrolle gewährt dem Hersteller einen hohen Grad an Sicherheit und Kontinuität über die Qualität seines Produkts.

## Prozessvalidierung gemäß FDA
Seit 2011 ist die neue US-Leitlinie, die den Namen „FDA Guidance for Industry Process Validation: General Principles and Practices“ der FDA veröffentlicht. Obwohl nur in den USA offiziell gültig, ist sie auch in Deutschland eine anerkannte Leitlinie.
Der Leitfaden unterteilt die Prozessvalidierung in drei Lebenszyklen:

### Phase 1: Prozessdesign (Process Design)
In der ersten Phase des Prozessdesigns werden Daten gesammelt und ausgewertet, um so vertiefte Prozesskenntnisse zu erlangen.
Kritische Prozessparameter (Critical Process Parameter) und Kritische Qualitätsattribute (Critical Quality Attributes) werden in dieser Phase definiert und mit in die weitere Kontrolle eingebaut.

### Phase 2: Prozessqualifizierung (Process Qualification)
In der zweiten Phase wird der Prozessentwurf ausgewertet, um herauszufinden, ob der Prozess die Herstellung eines reproduzierbaren und kommerziellen Produktes ermöglicht. Zudem müssen die endgültigen Spezifikationsgrenzen für den Prozess definiert werden. Nach diesem Prozess kann das Produkt herausgebracht werden.

### Phase 3: Kontinuierliche Prozessüberprüfung (Continued Process Verification)
Die dritte Phase stellt eine Verbesserung der traditionellen Prozessvalidierung dar. Sie soll zeigen, dass der Herstellungsprozess zu jeder Zeit kontrolliert werden kann. Um die kontinuierliche Prozessüberwachung realisieren zu können, muss ein System etabliert werden, das den laufenden Prozess stets überwacht.